# Great Harbour Cay Airport
Great Harbour Cay Airport är en flygplats i Bahamas.   Den ligger i distriktet Berry Islands District, i den nordvästra delen av landet, 90 km nordväst om huvudstaden Nassau. Great Harbour Cay Airport ligger 9 meter över havet.
Terrängen runt Great Harbour Cay Airport är mycket platt. Trakten är glest befolkad. 